# 岸本光正
岸本 光正（きしもと みつまさ、1967年3月10日 - ）は、日本の俳優、声優。東京都出身。希楽星所属。法政大学法学部法律学科卒。

## 出演

### テレビドラマ
- 100億の男（1995年7月3日 - 9月25日、関西テレビ）
- 金曜エンタテイメント 音の犯罪捜査官・響奈津子 2 - 7（1997年 - 2005年、フジテレビ） - 松本秀美 役[2]
- 渥美清のああ、青春日記（1997年9月24日、フジテレビ）
- 徳川慶喜（1998年、NHK） - 浅野茂勲 役
- ガラスの仮面2 第5話（1998年5月11日、テレビ朝日）
- サントリーミステリースペシャル イントゥルーダー 見知らぬ息子は犯罪者（1999年12月4日、テレビ朝日）
- 連続テレビ小説 さくら（2002年、NHK） - 雪村哲治 役
- 水曜ミステリー9 エド・マクベイン 殺意（2005年9月14日、テレビ東京）
- 森村誠一の棟居刑事 棟居刑事の純白の証明（2007年2月10日、テレビ朝日） - 指導員 役
- 坂の上の雲（2009年 - 2011年、NHK） - 伊藤左千夫 役
- 黒薔薇 刑事課強行犯係 神木恭子（2017年12月16日、テレビ朝日） ‐ 飯田光司 役

### 映画
- BUSU
- ビーバップハイスクール
- 大霊界

### テレビアニメ
- 幽☆遊☆白書（霊界特防隊）
- ストリートファイターII V（見張り）

### 劇場アニメ
- KAZU&YASU ヒーロー誕生